# Negative Approach
Negative Approach es una banda estadounidense de hardcore punk, formada en Detroit, Míchigan en 1981.
Están considerados entre los pioneros del hardcore punk en la región del Medio Oeste. Como la mayoría de sus contemporáneos, Negative Approach fue poco conocido fuera de su ciudad natal. Ahora son valorados por el underground de Detroit y la subcultura punk en general, considerados una banda de élite de la vieja escuela e influencial hasta hoy.
El grupo se separó en 1984, con el cantante John Brannon formando bandas como Laughing Hyenas y Easy Action. Desde el 2006, Negative Approach está de gira esporádicamente, con una nueva formación.

## Influencias y estilo
La banda se basó en los iconos proto-punk de Detroit, the Stooges. Sobre Ron Asheton (guitarrista de Stooges), Brannon dijo: Mucho de lo que significa NA; nuestro sonido y letra se basaron en la música que él ayudó a crear.
NA también fue influenciado por agrupaciones británicas de hardcore y oi!, como Discharge, Blitz, 4-Skins y Sham 69. Aunque desde el principio, su sonido y comportamiento fueron considerablemente más agresivos y brutales que los de sus influencias; destacados por un hardcore salvaje y nihilista, que emanaba frustración, pesimismo y rabia. Esto se personificó en el vocalista Brannon, un joven intimidante e intenso con la cabeza afeitada, mirada penetrante y actitud beligerante. Su estilo vocal y presencia en el escenario establecieron inspiración.
Guitarristas como Thurston Moore y J Mascis son admiradores de la banda, por lo que han colaborado en vivo en más de una ocasión.

## Discografía
Álbumes
- Tied Down (1983, Touch and Go)

EPs y demos
- 1st Demo (mayo de 1981)
- Lost Cause Demo (agosto de 1981)
- EP Demo First Version (1981–1982)
- Negative Approach 7"/CD EP (1982, Touch and Go)
- Tied Down Demo (junio de 1983) – también Rice City Demo.
- Friends of No One 7"/CD EP (2010, Taang!) – grabado en 1994.

Álbumes compilatorios
- Total Recall (1992, Touch and Go)
- Ready to Fight: Demos, Live and Unreleased 1981-83 (2005, Reptilian)
- Nothing Will Stand in Our Way (2011, Taang!)

Apariciones en compilatorios
- "Lost Cause" – Process of Elimination 7" EP (1981, Touch and Go)
- "Can't Tell No One" – Reagan Regime Review (1992, Selfless)
- "Sick of Talk" – Sugar Daddy Live Split Series Vol. 5 split 12" con Melvins, Die Kreuzen y Necros (2012, Amphetamine Reptile)
- "Borstal Breakout" – Bash 13 10" split EP (2013, Amphetamine Reptile)

## Videografía
- "Fair Warning, Vol. 1" (2006)
- "Fair Warning, Vol. 2" (2007)
- "Can't Tell No One" (2008)

## Miembros
| Miembros actuales - John Brannon – voces (1981–1984, 2006–presente) - Harry Richardson – guitarras (2006–presente) - Ron Sakowski – bajo (2006–presente) - John Lehl – batería (2006–presente) Miembros anteriores - Rob McCulloch – guitarras (1981–1983) - Graham McCulloch – bajo (1981–1983) - Pete Zelewski – bajo (1981) - Zuheir – batería (1981) - Chris "Opie" Moore – batería (1981–1983, 2006) | Miembros temporales - Kelly Dermody – guitarras (1984) - Dave – bajo (1984) - Mike McCabe – batería (1984) - Anthony DeLuca – batería (2012) - Chuck Burns – batería (2013) |